# 유엔기후변화협약 당사국총회
유엔 기후변화협약 당사국총회는 유엔 기후변화협약(UNFCCC)의 틀에서 매년 개최되는 회의로, 기후 변화의 처리와 그 진행 상황을 평가하는 것이 주목적이다.
2005년부터 회의는 '교토 의정서 당사국 회의 역할을 하는 당사국 회의'(CMP)로도 기능하였다. 또한 의정서 당사국이 아닌 조약 당사국도 의정서 관련 회의에 참관인으로 참여 가능하며, 최종 텍스트는 합의를 통해 이루어진다.
최초의 유엔 기후변화협약 당사국 총회는 1995년 베를린에서 개최되었다.

## 총회 일람
| 회기 | 연도   | 회의명  | 대체 이름        | 장소             | 국가              |
| ---- | ------ | ------- | ---------------- | ---------------- | ----------------- |
| 1    | 1995년 | COP 1   |                  | 베를린           | 독일              |
| 2    | 1996년 | COP 2   |                  | 제네바           | 스위스            |
| 3    | 1997년 | COP 3   |                  | 교토             | 일본              |
| 4    | 1998년 | COP 4   |                  | 부에노스아이레스 | 아르헨티나        |
| 5    | 1999년 | COP 5   |                  | 본               | 독일              |
| 6    | 2000년 | COP 6   |                  | 헤이그           | 네덜란드          |
| 7    | 2001년 | COP 6-2 |                  | 본               | 독일              |
| 8    | 2001년 | COP 7   |                  | 마라케시         | 모로코            |
| 9    | 2002년 | COP 8   |                  | 뉴델리           | 인도              |
| 10   | 2003년 | COP 9   |                  | 밀라노           | 이탈리아          |
| 11   | 2004년 | COP 10  |                  | 부에노스아이레스 | 아르헨티나        |
| 12   | 2005년 | COP 11  | CMP 1            | 몬트리올         | 캐나다            |
| 13   | 2006년 | COP 12  | CMP 2            | 나이로비         | 케냐              |
| 14   | 2007년 | COP 13  | CMP 3            | 발리             | 인도네시아        |
| 15   | 2008년 | COP 14  | CMP 4            | 포즈난           | 폴란드            |
| 16   | 2009년 | COP 15  | CMP 5            | 코펜하겐         | 덴마크            |
| 17   | 2010년 | COP 16  | CMP 6            | 캉쿤             | 멕시코            |
| 18   | 2011년 | COP 17  | CMP 7            | 더반             | 남아프리카 공화국 |
| 19   | 2012년 | COP 18  | CMP 8            | 도하             | 카타르            |
| 20   | 2013년 | COP 19  | CMP 9            | 바르샤바         | 폴란드            |
| 21   | 2014년 | COP 20  | CMP 10           | 리마             | 페루              |
| 22   | 2015년 | COP 21  | CMP 11           | 파리             | 프랑스            |
| 23   | 2016년 | COP 22  | CMP 12 / CMA 1   | 마라케시         | 모로코            |
| 24   | 2017년 | COP 23  | CMP 13 / CMA 1-2 | 본               | 독일              |
| 25   | 2018년 | COP 24  | CMP 14 / CMA 1-3 | 카토비체         | 폴란드            |
| 26   | 2019년 | SB50    |                  | 본               | 독일              |
| 27   | 2019년 | COP 25  | CMP 15 / CMA 2   | 마드리드         | 스페인            |
| 28   | 2021년 | COP 26  | CMP 16 / CMA 3   | 글래스고         | 영국              |
| 29   | 2022년 | COP 27  | CMP 17 / CMA 4   | 샤름엘셰이크     | 이집트            |
| 30   | 2023년 | COP 28  | CMP 18 / CMA 5   | 두바이           | 아랍에미리트      |
| 31   | 2024년 | COP 29  | CMP 19 / CMA 6   | 바쿠             | 아제르바이잔      |
| 32   | 2025년 | COP 30  | CMP 20 / CMA 7   | 벨렝             | 브라질            |
| 33   | 2026년 | COP 31  | CMP 21 / CMA 8   |                  |                   |

## 같이 보기
- 유엔 기후변화협약